# 무지개학교 (과천시)
무지개학교는 경기도 과천시에 소재한 대안교육기관이다. 초등무지개학교는 2003년, 중등무지개학교는 2011년 개교하였다.

## 연혁
- 2002년 7월: 대안교육 공부모임에서 대안학교 준비모임으로 전환, 준비 시작
- 2003년 3월: 무지개학교(초등과정) 개교
- 2003년 5월: 무지개교육마을 설립
- 2005년 2월: 장애비장애통합교육 시작
- 2006년 2월: 1회 초등무지개학교 졸업식
- 2007년 2월: 살림수업시작
- 2007년 5월: 초등 터전부지매입 계약
- 2008년 3월: 초등 무지개학교 새 터전 입주
- 2010년 5월: 무지개학교 중등과정 설립추진위원회 발족
- 2011년 2월: 중등무지개학교 개교
- 2013년 10월: 중등무지개학교 터전부지매입계약
- 2014년 5월: 초등무지개학교, 무지개교육마을 10주년 기념행사
- 2014년 10월: 중등무지개학교 새 터전 입주
- 2017년 2월: 1회 중등무지개학교 졸업식
- 2020년 3월: 초등무지개학교 통합 터전으로 이사
- 2020년대: 초등무지개학교 대안교육기관 인가 및 중등무지개학교 폐교